# Symfonie nr. 12 (Mozart)
Symfonie nr. 12 in G majeur, KV 110, is een symfonie van Wolfgang Amadeus Mozart. Hij schreef het stuk in Salzburg in 1771. De symfonie was geschreven in afwachting van zijn tweede reis naar Italië die plaatsvond tussen augustus en december 1771. Waarschijnlijk was de première van de symfonie op een concert in Milaan op 22 of 23 november 1771.

## Orkestratie
De symfonie is geschreven voor:
- Twee fluiten.
- Twee  hobo’s.
- Twee fagotten.
- Twee hoorns.
- Strijkers.
- Basso continuo.

## Delen
De symfonie bestaat uit vier delen:
1. Allegro.
2. Andante.
3. Menuetto en trio.
4. Allegro.